# Ивашки (Харьковская область)
Ивашки́, до ВОСР Ива́новское либо Но́во-Ива́новка, до ВОВ Иванки (укр. Івашки) — село, Одноробовский Первый сельский совет, Золочевский район, Харьковская область, Украина.

## Географическое положение
Село Ивашки вытянуто по правому берегу реки Грайворонка (приток реки Ворскла) и находится непосредственно на границе с Россией.
Выше по течению к Ивашкам вплотную примыкают сёла Александровка и Скорики, ниже по течению — Новостроевка Вторая (Белгородская область); с запада примыкает к хутору Байрак (Белгородская область), а также к селу Перовское.

## История
- Около 1700 — дата основания.
- В середине 19 века (в 1860-х годах) поселение называлось «сельцо Ивановское».[1]
- Ивановское (Иванки) входили в состав Лютовской волости Богодуховского уезда Харьковской губернии Российской империи.
- В 19 веке в селе  была построена Покровская церковь в честь праздника Покров Пресвятой Богородицы.
- 21 декабря 1918 года в селе Ново-Ивановском (Ивашки)[2] Богодуховского уезда красноармейцами был убит настоятель Покровского храма священник Русской Православной Церкви Иоанн Михайлович Ильин 1876 года рождения, который прослужил 17 лет; после него остались вдова Екатерина Николаевна Ильина 1871 г.р. и четверо детей-сирот.[2]
- До 1925 года центром Ивашковского сельсовета были Ивашки,[6] ныне входящие в Одноробовский Первый сельсовет; в 1925 сельсовет был переведён из Ивашков в Конгрессовку; сейчас он называется Александровским.[6]
- Во время Великой Отечественной войны с конца октября 1941 по февраль 1943 и с марта 1943 по начало августа 1943 село находилось под немецкой оккупацией.
- В 1966 году здесь действовали Ивашковский спиртзавод (Иванковский)[7] и птицефабрика[8].
- В 1992 году в селе работали детский сад, медпункт, автоматическая телефонная станция, отделение связи, сберегательная касса, школа и спиртзавод.[9]
- После провозглашения независимости Украины село оказалось прямо на границе с Россией; на станции Одноробовка был оборудован пограничный пост «Одноробовка», который находится в зоне ответственности Харьковского пограничного отряда Восточного регионального управления ГПСУ[10].
- Население по переписи 2001 года составляло 942 человека.
- из села Ивашки эвакуировали всех детей. В июне 2024 года осталось всего 140 взрослых[11].

## Экономика
- Ивашковский спиртовой завод[12]

## Транспорт
На расстоянии 3 км от села находится железнодорожная станция Одноробовка Южной железной дороги.

## Объекты социальной сферы
- Детский сад.
- Школа.
- Ивашковский клуб[13].

## Известные люди
- Лабуз, Павел Иванович (1925—1988) — советский офицер-танкист, Герой Советского Союза[8].